# Jeddah Corniche Circuit
Het Jeddah Corniche Circuit is een stratencircuit in Jeddah, de op een na grootste stad van Saoedi-Arabië. Het circuit is ontworpen door Carsten Tilke, de zoon van Hermann Tilke, die vele Formule 1-circuits op zijn naam heeft staan. Het werd na de Grands Prix van Singapore en Bahrein de derde volledige avondrace op de kalender.
Het diende als de eerste gastheer van de Grand Prix Formule 1 van Saoedi-Arabië, die voor het eerst op 5 december 2021 werd verreden. Met een lengte van 6,175 kilometer is het het langste stratencircuit op de kalender, en het op een na langste circuit op de kalender na het Circuit Spa-Francorchamps.
Het circuit werd in maart 2021 aangekondigd als het "snelste stratencircuit op de Formule 1-kalender". Volgens simulaties zou een Formule 1-auto de ronde met gemiddeld 250 km/h afleggen; enkel het Autodromo Nazionale Monza heeft een hogere gemiddelde snelheid.
Vanaf 2025 organiseert het circuit ook de ePrix van Jeddah in het kader van het wereldkampioenschap Formule E.
| Uitslagen Grand Prix van Saoedi-Arabië | Uitslagen Grand Prix van Saoedi-Arabië | Uitslagen Grand Prix van Saoedi-Arabië | Uitslagen Grand Prix van Saoedi-Arabië | Uitslagen Grand Prix van Saoedi-Arabië |
| Jaar                                   | Coureur                                | Auto                                   | Verslag                                |                                        |
| -------------------------------------- | -------------------------------------- | -------------------------------------- | -------------------------------------- | -------------------------------------- |
| 2025                                   |                                        |                                        | Verslag                                |                                        |
| 2024                                   | Max Verstappen                         | Red Bull Racing                        | Verslag                                |                                        |
| 2023                                   | Sergio Pérez                           | Red Bull Racing                        | Verslag                                |                                        |
| 2022                                   | Max Verstappen                         | Red Bull Racing                        | Verslag                                |                                        |
| 2021                                   | Lewis Hamilton                         | Mercedes                               | Verslag                                |                                        |